# Geofácies
Na proposta inicial de classificação de paisagens proposta por Georges Bertrand (1972), Geofácies são os aspectos superficiais das paisagens: solos, vegetação e explorações antrópicas. Esses geofácies se dividem por sua vez em geótopos, que são as menores unidades de um geossistema e que correspondem a particularidades topo-geomorfológicas tais como, um rochedo, uma cornija (geralmente servindo de refúgio a uma comunidade vegetal relíquia), uma pequena depressão.
Todavia, anos mais tarde Bertrand revogou sua nomenclatura (geossistema-geofácies-geótopo), passando a definição de Geossistema  proposta por Viktor Borisovich Sochava que, segundo o próprio Bertrand, é mais lógica e mais abrangente (BEROUTCHACHVILI & BERTRAND, 1977).